# ニセ赤報隊実名手記事件
ニセ赤報隊実名手記事件（にせせきほうたいじつめいしゅきじけん）とは、雑誌『週刊新潮』が、朝日新聞阪神支局襲撃事件を含めた赤報隊事件に実行犯として関与したと名乗る男の実名手記という形式の記事を4回連載し、後に虚報と判明した事件。週刊誌業界における大スキャンダルの一つと扱われている。

## 経緯

### ‘実名手記’の連載
『週刊新潮』2009年2月5日号（1月29日発売）から4回の連載として、「実名告白手記 私は朝日新聞阪神支局を襲撃した!」とするタイトルで、朝日新聞記者2人を殺傷した朝日新聞阪神支局襲撃事件及び他3件（東京本社銃撃事件、名古屋本社寮襲撃事件、静岡支局爆破未遂事件）を含めた4件の赤報隊事件に実行犯として関与したと名乗る元暴力団員の男性(以下、S)の手記を掲載した。赤報隊事件は2003年に全事件の公訴時効が成立していた。
しかし、発売日の「朝日新聞」夕刊で、「事件の客観的事実と明らかに異なる点が多数ある」と批判され、他誌の記者からも「ガセ（偽）報道」と指摘される。翌週以降も連載を続けたが、ライバル誌から「朝日が相手にしなかった『週刊新潮』実名告白者」、「週刊新潮『実名告白者』の正体」などと、Sの元妻の証言を掲載して新潮の報道内容の真実性に疑問を呈される。この記事で襲撃を依頼したとされる駐日米国大使館も「ばかげた記事であり、真剣にコメントをするに値しません」とする。
他メディアからの批判に関わらず、週刊新潮は全4回の連載を予定通り続けたが、連載終了後の2009年2月23日、朝日新聞は朝刊で一ページ全面を使って「週刊新潮『本社襲撃犯』手記 『真実性なし』本社判断」とする検証記事を掲載した。生存者の証言から「犯人は目出し帽で顔を隠していた」「緑色の手帳を持ち帰ってない」「犯人は「5分動くな」と言ってない」とし、「二連式で7連発のレミントン製の散弾銃は存在しない」など数多くの客観的事実との相違を指摘し、「連載を読み進めるうち、『いい加減にしてほしい』と怒りがこみ上げてきた」「事実と明らかに異なり、創作としか思えない話が延々と続く」「『虚報』の責任は証言者だけではなく、新潮社も負わなければならない」と、極めて厳しい非難を浴びせかけた。
また、「襲撃を指示した」と名指しされた元米国大使館職員の男性は、「告白者」のSから過去に金を騙し取られた上、記事の開始前に呼び出されて無断で顔写真などを隠し撮りされて掲載されたとし、取材にも明確に否定したにもかかわらず、「極めて愚劣な記事を公表した」として新潮社を訪れて謝罪と訂正を求めた。新潮側は編集長名の文書で「Sの記述には十分な配慮をした。S本人と特定されないよう仮名にし、写真にはモザイクをかけた」と説明したが、記事の真偽については言及せず謝罪も訂正もしなかった。この元男性職員はSが「都内で朝日襲撃を依頼された」とした1986～87年は「在福岡米国領事館勤務で都内にはいなかった」「米国大使館で働いていた数年前、Sの電話を初めて受けて借金を申し込まれ3万円を振り込んだだけで、2009年1月、金を返すと言われて会うまで面会してない」「私への取材のうちS氏の主張に沿わない部分は掲載されていない。週刊新潮には法的措置も考える」と主張している。
さらに他の新聞各紙も、一斉に新潮の報道内容を非難した。元週刊現代編集長の元木昌彦は、「連載を読む限り、新潮がどれだけ裏付けをとったのか見えない」「出ている材料は状況証拠ともいえないものばかり」と批判し、新潮が掲載した朝日の検証記事に対する反論についても「朝日の言葉の揚げ足とりで終始している」と断じた。また、記事で「赤報隊の犯行声明文を書いた」として新右翼活動家の野村秋介を名指ししたが、野村の筆頭門下生で右翼団体「大悲会」を継承した蜷川正大は自身のブログで「虚報」「ヨタ記事」「新潮を支持したり、記事を肯定するマスコミやマスコミ人が誰一人としていない」と切って捨て、「新潮に反撃する」と明言した。

### 各社の反応と新潮社の対応
3月12日、朝日新聞は、新潮の連載記事が事件の「真相解明の妨げになり、遺族の心情を踏みにじり、社員の名誉を傷つけた」とし、疑問点や裏付け取材の有無などについて、編集長の早川清と新潮社社長の佐藤隆信に質問書と誠意ある回答を求める書簡を送付した。3月17日、週刊新潮編集長が早川清から酒井逸史に交代（4月20日付）することが判明。しかし、一連の朝日襲撃犯問題とは無関係で取締役も退任しないとしている。3月19日、新潮社は一連の報道を「誤報」と事実上認め、元大使館員の男性に金銭を支払うことで和解したが、一切の事実の公表を拒否し、記事の内容についても「訂正や謝罪記事も出すことはない」としたため、「雑誌ジャーナリズム全体の信用が揺らぎかねない」と批判された。
3月24日、新潮社は朝日新聞の10項目にわたる質問書に早川清編集長名で「小誌の見解はすでに誌面に掲載しております」とだけ記した回答書を返す。朝日の質問書では、「警察が発表済みの凶器の情報と同内容を『秘密の暴露』としたこと」「現場から持ち出したという手帳を新潮は確認したか」「『一本は切ってあった』とした爆弾のコードは、警察の鑑定では切られていなかったこと」などについて見解を求めていた。朝日側は「到底納得できない」として再質問書を提出。4月1日、朝日新聞は朝刊に「虚報を放置するわけにはいかない」とする1頁全面記事を掲載し、新潮記事を批判・検証し、新潮に送った11の質問項目と回答を記載した上、「訂正、謝罪すべき」と主張した。
4月7日、新潮社は実行犯を自称したSが「不可解な発言をしている」と発表し、16日発売号（4月23日号）に報道にいたった経緯を掲載するとした。4月9日、Sが一転して「自分は実行犯ではない」とする主張が新聞各紙に報じられる。内容は、「記事は嘘」「新潮記者に『この通りに答えてください』と紙を渡された」「記事を見て怒り、記者のほおをはたいた」「言ってないことを勝手に書かれて引っ込みがつかなくなった」「謝礼として90万円をもらった」などである。
4月16日、編集長の早川清の執筆で「『週刊新潮』はこうして『ニセ実行犯』に騙された」（4月23日号）と題する10頁のトップ記事を掲載して誤報を認めた。しかし「騙された」というタイトルや、「捏造とは別次元の問題」「報道機関が誤報から100%免れることは不可能」「週刊誌の使命は、真偽がはっきりしない『事象』や『疑惑』に踏み込んで報道すること」などと記述されていたため、翌16日の新聞各社の社説で、「編集長が強調したのは『騙された』という被害者の立場」（朝日）、「被害者と言わんばかりの内容では、到底、検証記事とは言えまい」（読売）、「弁解とも居直りとも受け取れる表現があり、本当に反省しているのか疑問」（産経）と厳しく批判される。4月23日、新潮社は襲撃事件の被害者の遺族に文書で謝罪した。5月1日付で、佐藤社長と早川編集長（当時）を20%、他の取締役7人を10%、三か月間減俸処分した。しかし、外部委員会などによる誤報の検証は行わないと明言している。
ノンフィクション作家の佐野眞一は、「新潮は社会的な責任を全く果たしていない」「虚報の責任という意味では新潮が『実行犯』」「いずれ休刊、廃刊もあり得る」などと、厳しく批判した。
その後Sは埼玉県戸田市に在住していたとされるが、2010年4月、北海道富良野市内の山中で白骨死体が地元住民によって発見され、捜査の結果Sの遺体と判明した。北海道警察本部は自殺とみている。